# 穆里斯堡

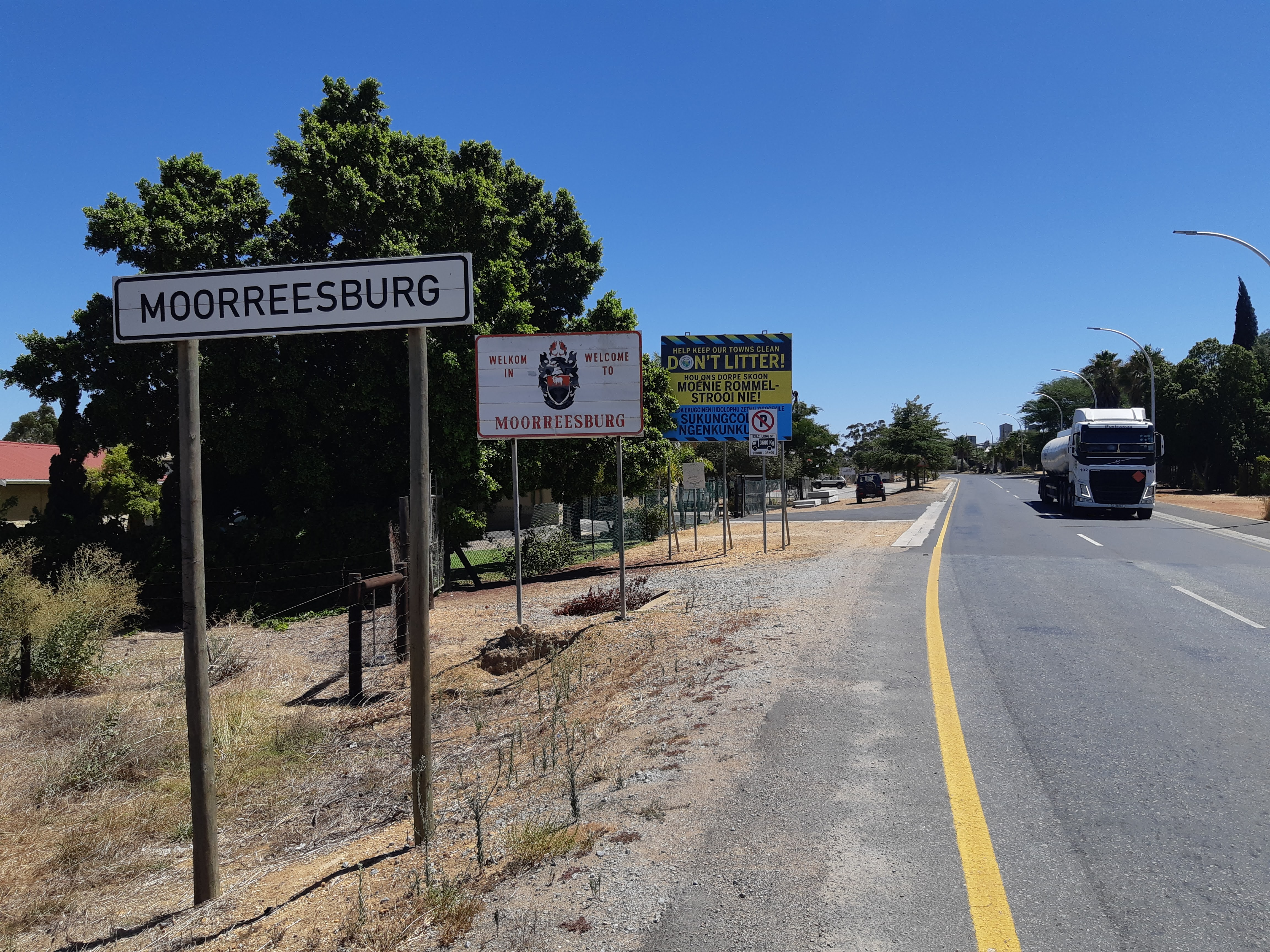
穆里斯堡

穆里斯堡（英語：Moorreesburg）是南非的城鎮，位於該國西南部，由西開普省負責管轄，距離開普敦約90公里，始建於1882年，面積21.35平方公里，2001年人口8,574，人口密度每平方公里約400人。